# Liste der Kulturdenkmäler in Lollar
Die folgende Liste enthält die in der Denkmaltopographie ausgewiesenen Kulturdenkmäler auf dem Gebiet  der  Stadt Lollar, Landkreis Gießen, Hessen.
Hinweis: Die Reihenfolge der Denkmäler in dieser Liste orientiert sich zunächst an Stadtteilen und anschließend der Anschrift, alternativ ist sie auch nach der Bezeichnung, der vom Landesamt für Denkmalpflege vergebenen Nummer oder der Bauzeit sortierbar.
Kulturdenkmäler werden fortlaufend im Denkmalverzeichnis des Landes Hessen durch das Landesamt für Denkmalpflege Hessen auf Basis des Hessischen Denkmalschutzgesetzes (HDSchG) geführt. Die Schutzwürdigkeit eines Kulturdenkmals hängt nicht von der Eintragung in das Denkmalverzeichnis des Landes Hessen oder der Veröffentlichung in der Denkmaltopographie ab.

Das Vorhandensein oder Fehlen eines Objekts in dieser Liste ist keine rechtsverbindliche Auskunft darüber, ob es Kulturdenkmal ist oder nicht: Diese Liste entspricht möglicherweise nicht dem aktuellen Stand der offiziellen Denkmaltopographie. Diese ist für Hessen in den entsprechenden Bänden der Denkmaltopographie Bundesrepublik Deutschland und im Internet unter DenkXweb – Kulturdenkmäler in Hessen einsehbar. Auch diese Quellen sind, obwohl sie durch das Landesamt für Denkmalpflege Hessen aktualisiert werden, nicht immer aktuell, da es im Denkmalbestand immer wieder Änderungen gibt.
Eine verbindliche Auskunft erteilt allein das Landesamt für Denkmalpflege Hessen.
Nutze diese Kartenansicht, um Koordinaten in der Liste zu setzen. In dieser Kartenansicht sind Kulturdenkmale ohne Koordinaten mit einem roten bzw. orangen Marker dargestellt und können in der Karte gesetzt werden. Kulturdenkmale ohne Bild sind mit einem blauen bzw. roten Marker gekennzeichnet, Kulturdenkmale mit Bild mit einem grünen bzw. orangen Marker.

## Kulturdenkmäler nach Ortsteilen

### Lollar
| Bild                        | Bezeichnung                       | Lage                                                                           | Beschreibung | Bauzeit     | Objekt-Nr. |
| --------------------------- | --------------------------------- | ------------------------------------------------------------------------------ | ------------ | ----------- | ---------- |
| Gesamtanlage Kolonie        | Gesamtanlage Kolonie              | Buderusweg, Marburger Straße Lage                                              |              |             | 48555 DDB  |
| weitere Bilder              | Sachgesamtheit Jüdischer Friedhof | Das Wäldchen LageFlur: 13, Flurstück: 61/3                                     |              |             | 48556 DDB  |
|                             |                                   | Am Alten Bahnhof 30 LageFlur: 2, Flurstück: 46/2                               |              |             | 48559 DDB  |
| weitere Bilder              | Bahnhof                           | Bahnhofstraße 10 LageFlur: 1, Flurstück: 563/5                                 |              | 1878        | 48560 DDB  |
|                             |                                   | Bleichstraße 2 LageFlur: 1, Flurstück: 187/2                                   |              | 17. Jh.     | 48561 DDB  |
|                             |                                   | Bleichstraße 22a LageFlur: 1, Flurstück: 141/1                                 |              | 18. Jh.     | 48562 DDB  |
| Bild gesucht BW             |                                   | Gießener Straße 5 LageFlur: 1, Flurstück: 15/2                                 |              | 1696        | 48563 DDB  |
|                             |                                   | Gießener Straße 11 LageFlur: 1, Flurstück: 28                                  |              | 18. Jh.     | 48564 DDB  |
|                             |                                   | Gießener Straße 12 LageFlur: 1, Flurstück: 95/1                                |              | 17./18. Jh. | 48565 DDB  |
|                             |                                   | Gießener Straße 13 LageFlur: 1, Flurstück: 31                                  |              | 18. Jh.     | 48566 DDB  |
| Bild gesucht BW             |                                   | Gießener Straße 19 LageFlur: 1, Flurstück: 36                                  |              | 17. Jh.     | 48567 DDB  |
|                             |                                   | Gießener Straße 31 LageFlur: 1, Flurstück: 73                                  |              |             | 48569 DDB  |
|                             |                                   | Gießener Straße 33 LageFlur: 1, Flurstück: 70/1                                |              | 18. Jh.     | 48570 DDB  |
|                             |                                   | Gießener Straße 34 LageFlur: 1, Flurstück: 186                                 |              | 18. Jh.     | 48571 DDB  |
|                             |                                   | Gießener Straße 63 LageFlur: 1, Flurstück: 236/11                              |              | 1887        | 48572 DDB  |
| Villa Buderus               | Villa Buderus                     | Justus-Kilian-Straße 1 LageFlur: 2, Flurstück: 320/2                           |              | 19. Jh.     | 48588 DDB  |
| Gichtturm der Firma Buderus | Gichtturm der Firma Buderus       | Justus-Kilian-Straße 1 LageFlur: 2, Flurstück: 328/1                           |              | 1863        | 48588 DDB  |
|                             |                                   | Kirchstraße 7 LageFlur: 1, Flurstück: 63                                       |              |             | 48573 DDB  |
|                             |                                   | Kirchstraße 9 LageFlur: 1, Flurstück: 64                                       |              | 18. Jh.     | 48574 DDB  |
| Eisenbahnbrücke             | Eisenbahnbrücke                   | Die Lumda, Von Gießen nach Kassel, Bahnhofstraße LageFlur: 1, Flurstück: 563/4 |              | Um 1850     | 48575 DDB  |
| weitere Bilder              |                                   | Marburger Straße 5 LageFlur: 1, Flurstück: 107/6                               |              | 17. Jh.     | 48576 DDB  |
|                             |                                   | Marburger Straße 6 LageFlur: 1, Flurstück: 11                                  |              | 18. Jh.     | 48577 DDB  |
| weitere Bilder              | Hauptmanns Hof                    | Marburger Straße 11 LageFlur: 1, Flurstück: 114/1                              |              | 1808        | 48578 DDB  |
| weitere Bilder              | Alte Post                         | Marburger Straße 21 LageFlur: 1, Flurstück: 124                                |              | Vor 1900    | 48579 DDB  |
| Ehem. Gemeindepostamt       | Ehem. Gemeindepostamt             | Marburger Straße 30 LageFlur: 2, Flurstück: 30/1                               |              | 1910        | 48580 DDB  |
| weitere Bilder              | Villa Deibel                      | Marburger Straße 41 LageFlur: 2, Flurstück: 97/1                               |              | 1902        | 48581 DDB  |
| weitere Bilder              |                                   | Marburger Straße 45 LageFlur: 2, Flurstück: 108                                |              | 20. Jh.     | 48582 DDB  |
| Villa Lahnperle             | Villa Lahnperle                   | Marburger Straße 88 LageFlur: 2, Flurstück: 311/3                              |              | Um 1900     | 48583 DDB  |
| weitere Bilder              | Alte Schule                       | Schur 2 LageFlur: 1, Flurstück: 561/5                                          |              | 1892        | 48584 DDB  |
|                             |                                   | Schur 18 LageFlur: 1, Flurstück: 164/2                                         |              | 1905        | 48585 DDB  |
|                             |                                   | Staufenberger Weg 24 LageFlur: 13, Flurstück: 48/5, 48/3, 48/7                 |              | Vor 1914    | 48586 DDB  |

### Odenhausen
| Bild              | Bezeichnung                          | Lage | Beschreibung | Bauzeit | Objekt-Nr. |
| ----------------- | ------------------------------------ | --- | ------------ | ------- | ---------- |
| weitere Bilder    | Sachgesamtheit Schloss Friedelhausen | Schloß Friedelhausen 1, Schloß Friedelhausen, Der Heegwald, Am Linsenacker, Der Linsenacker, Der Buchwald LageFlur: 4, Flurstück: 7, 8, 9, 15 |              | 1852–56 | 48558 DDB  |
| weitere Bilder    | Sachgesamtheit Hofgut Friedelhausen  | Friedelhausen 2, Von Friedelhausen nach Staufenberg, Hinterm Burghaus LageFlur: 1, Flurstück: 1, 2, 3, 6, 9, 10, 11, 12                       |              | 16. Jh. | 48557 DDB  |
| Bild gesucht BW   | Verkehrsmal                          | Der Buchwald LageFlur: 3, Flurstück: 9/4 |              |         | 65624 DDB  |
| Bild gesucht BW   | Gesamtanlage historischer Ortskern   | Grabenstraße, Hauptstraße, Lützelbergstraße, Pfarrstraße, Rainstraße Lage                                                                     |              |         | 48590 DDB  |
| Bild gesucht BW   | Ehem. Spritzenhaus                   | Altenbergstraße 1 LageFlur: 7, Flurstück: 1/4                                                                                                 |              | 1875    | 48591 DDB  |
| Bild gesucht BW   |                                      | Bornbachstraße 4 LageFlur: 7, Flurstück: 1/8                                                                                                  |              | 18. Jh. | 48592 DDB  |
| Bild gesucht BW   |                                      | Grabenstraße 2 LageFlur: 8, Flurstück: 74/2                                                                                                   |              | 18. Jh. | 48593 DDB  |
| Bild gesucht BW   |                                      | Hauptstraße 7 LageFlur: 8, Flurstück: 80/1 |              | 1800    | 48594 DDB  |
| Bild gesucht BW   |                                      | Hauptstraße 13 LageFlur: 8, Flurstück: 76/1                                                                                                   |              |         | 48595 DDB  |
|                   |                                      | Hauptstraße 17 LageFlur: 5, Flurstück: 23/1                                                                                                   |              | 19. Jh. | 48596 DDB  |
| weitere Bilder    | Alte Schule                          | Hauptstraße 19 LageFlur: 5, Flurstück: 19/7, 19/8                                                                                             |              | 1855    | 48597 DDB  |
| weitere Bilder    | Neue Schule                          | Hauptstraße 21 LageFlur: 5, Flurstück: 19/6                                                                                                   |              | 1928    | 48598 DDB  |
| weitere Bilder    |                                      | Hauptstraße 22 LageFlur: 8, Flurstück: 25/1                                                                                                   |              | 1816    | 48599 DDB  |
| weitere Bilder    |                                      | Im Keul 1 LageFlur: 8, Flurstück: 20/2 |              | 19. Jh. | 48600 DDB  |
|                   |                                      | Im Keul 7 LageFlur: 8, Flurstück: 15/2 |              | 18. Jh. | 48601 DDB  |
| weitere Bilder    | Ev. Pfarrkirche                      | Im Keul 12, Im Keul LageFlur: 9, Flurstück: 176/1                                                                                             |              | 11. Jh. | 48602 DDB  |
| Bild gesucht BW   |                                      | Lützelbergstraße 2 LageFlur: 8, Flurstück: 83/4                                                                                               |              | 18. Jh. | 48603 DDB  |
| Große Lahnbrücke  | Große Lahnbrücke                     | Die Lahn, K 26 LageFlur: 6, Flurstück: 97 |              | 1887/88 | 48604 DDB  |
| Kleine Lahnbrücke | Kleine Lahnbrücke                    | Die Lahn, K 26 LageFlur: 17, Flurstück: 87 |              | 1895    | 48604 DDB  |

### Ruttershausen
| Bild            | Bezeichnung                        | Lage                                                                                     | Beschreibung           | Bauzeit   | Objekt-Nr. |
| --------------- | ---------------------------------- | ---------------------------------------------------------------------------------------- | ---------------------- | --------- | ---------- |
| Bild gesucht BW | Gesamtanlage historischer Ortskern | Hintergasse, Mittelgasse, Obergasse, Odenhäuser Straße, Untergasse, Wißmarer Straße Lage |                        |           | 48606 DDB  |
| Pumpe           | Pumpe                              | Gartenstraße 1 LageFlur: 1, Flurstück: 82/1                                              |                        | 19. Jh.   | 48607 DDB  |
| Bild gesucht BW |                                    | Hintergasse 5 LageFlur: 1, Flurstück: 95/2                                               |                        | 18. Jh.   | 48608 DDB  |
| Bild gesucht BW |                                    | Hintergasse 10 LageFlur: 1, Flurstück: 146                                               |                        | 18. Jh.   | 48609 DDB  |
| Bild gesucht BW |                                    | Hintergasse 11 LageFlur: 1, Flurstück: 106/1                                             |                        | 18. Jh.   | 48610 DDB  |
| weitere Bilder  | Ev. Pfarrkirche                    | Kirchberg 1 LageFlur: 1, Flurstück: 435                                                  |                        | 1495–1508 | 48620 DDB  |
| Pfarrhaus       | Pfarrhaus                          | Kirchberg 2 LageFlur: 1, Flurstück: 431/5                                                | siehe Kirchberg (Lahn) | 1718      | 48621 DDB  |
| Bild gesucht BW | Ehem. Wirtshaus „Zum Adler“        | Kirchberg 3 LageFlur: 1, Flurstück: 426/6                                                | siehe Kirchberg (Lahn) | 1711      | 449797 DDB |
| Bild gesucht BW |                                    | Mittelgasse 4 LageFlur: 1, Flurstück: 173/1                                              |                        | 18. Jh.   | 48611 DDB  |
| Bild gesucht BW |                                    | Mittelgasse 6 LageFlur: 1, Flurstück: 177/1                                              |                        | 18. Jh.   | 48612 DDB  |
| Bild gesucht BW | Ziehbrunnen                        | Mittelgasse 7 LageFlur: 1, Flurstück: 154                                                |                        | 18. Jh.   | 48613 DDB  |
| Bild gesucht BW |                                    | Mittelgasse 12 LageFlur: 1, Flurstück: 185                                               |                        | 19. Jh.   | 48614 DDB  |
| Bild gesucht BW |                                    | Obergasse 5 LageFlur: 1, Flurstück: 176                                                  |                        | 18. Jh.   | 48615 DDB  |
| Bild gesucht BW |                                    | Obergasse 11 LageFlur: 1, Flurstück: 190; 191                                            |                        | Um 1900   | 48616 DDB  |
| Bild gesucht BW |                                    | Obergasse 13 LageFlur: 1, Flurstück: 189                                                 |                        |           | 68135 DDB  |
| Lahnbrücke      | Lahnbrücke                         | An der alten Lahn LageFlur: 1, Flurstück: 470                                            |                        | 1901      | 48619 DDB  |
|                 |                                    | Untergasse 11, Untergasse 13 LageFlur: 1, Flurstück: 125/3, 125/4                        |                        | 19. Jh.   | 48617 DDB  |
| Bild gesucht BW |                                    | Untergasse 19 LageFlur: 1, Flurstück: 125/3, 125/4                                       |                        | 1897      | 119235 DDB |
| Ehem. Schule    | Ehem. Schule                       | Wißmarer Straße 1 LageFlur: 1, Flurstück: 46/7                                           |                        | 1913      | 48618 DDB  |

### Salzböden
| Bild                               | Bezeichnung                                  | Lage                                                                                            | Beschreibung                                                     | Bauzeit                                    | Objekt-Nr. |
| ---------------------------------- | -------------------------------------------- | ----------------------------------------------------------------------------------------------- | ---------------------------------------------------------------- | ------------------------------------------ | ---------- |
| Gesamtanlage historischer Ortskern | Gesamtanlage historischer Ortskern           | Bachstraße, Bornrain, Hafergarten, Rathausstraße, Schäfergasse, Steinkauter Weg, Talstraße Lage | Rathaustr. (Backhaus (Mitte) mit Kirche (rechts))                |                                            | 48624 DDB  |
| weitere Bilder                     | Gesamtanlage Die Schmelz                     | Schmelz LageFlur: 16, Flurstück: 24, 28, 29, 30, 19                                             |                                                                  |                                            | 48625 DDB  |
| weitere Bilder                     | Scheffe-Haus mit vorgelagerter Brunnenanlage | Bornrain 1, Bornrain LageFlur: 12, Flurstück: 141; 250                                          |                                                                  | 17./18. Jh.                                | 48628 DDB  |
| Bild gesucht BW                    |                                              | Bornrain 4 LageFlur: 10, Flurstück: 31; 32                                                      |                                                                  | Um 1900                                    | 48629 DDB  |
| Bild gesucht BW                    |                                              | Bornrain 5 LageFlur: 12, Flurstück: 138/1                                                       |                                                                  | 18. Jh.                                    | 48630 DDB  |
| weitere Bilder                     | Ev. Kirche                                   | Bornrain 12, Bornrain, Bornrain 14 LageFlur: 12, Flurstück: 99/1, 99/3, 100                     |                                                                  | Um 1250                                    | 48631 DDB  |
| Salzbödebrücke am ‚Brückebach‘     | Salzbödebrücke am ‚Brückebach‘               | Die Salzböde LageFlur: 13, Flurstück: 179                                                       |                                                                  | Um 1800                                    | 449798 DDB |
| Bild gesucht BW                    |                                              | Rathausstraße 4 LageFlur: 12, Flurstück: 101/2                                                  |                                                                  | 15./16. Jh.                                | 48632 DDB  |
| Bild gesucht BW                    |                                              | Rathausstraße 7 LageFlur: 12, Flurstück: 129/1                                                  |                                                                  | 18. Jh.                                    | 48633 DDB  |
| Bild gesucht BW                    |                                              | Rathausstraße 8 LageFlur: 12, Flurstück: 106/1                                                  |                                                                  | 17./18. Jh.                                | 48634 DDB  |
| Bild gesucht BW                    |                                              | Rathausstraße 10 LageFlur: 12, Flurstück: 111/2                                                 |                                                                  | 17. Jh.                                    | 48635 DDB  |
|                                    |                                              | Schäfergasse 3 LageFlur: 12, Flurstück: 126/1                                                   |                                                                  | 1896                                       | 48636 DDB  |
| Bild gesucht BW                    |                                              | Schäfergasse 8 LageFlur: 12, Flurstück: 137                                                     |                                                                  | 18. Jh.                                    | 48637 DDB  |
| Kronauer Hof                       | Kronauer Hof                                 | Schmelz 1, Schmelz LageFlur: 16, Flurstück: 24; 26                                              |                                                                  | 18. Jh.                                    | 48638 DDB  |
| Schmelzmühle                       | Schmelzmühle                                 | Schmelz 3, Schmelz LageFlur: 16, Flurstück: 30                                                  | Ehemalige Eisenschmelze und Getreidemühle, heute Mühlengasthaus. | 17. Jahrhundert, gesichert 18. Jahrhundert | 48625 DDB  |
| Bild gesucht BW                    |                                              | Steinkauter Weg 1 LageFlur: 10, Flurstück: 29/3                                                 |                                                                  |                                            | 48639 DDB  |
| Bild gesucht BW                    | Junkermühle                                  | Talstraße 2 LageFlur: 5, Flurstück: 193/1                                                       |                                                                  | 1841                                       | 48626 DDB  |
| Bild gesucht BW                    |                                              | Talstraße 38 LageFlur: 12, Flurstück: 276/142                                                   |                                                                  | 17. Jh.                                    | 48640 DDB  |
| Bild gesucht BW                    |                                              | Talstraße 39, Talstraße 41 LageFlur: 9; 10, Flurstück: 29/2; 49/1                               |                                                                  | 18. Jh.                                    | 48641 DDB  |
| Bild gesucht BW                    |                                              | Talstraße 43 LageFlur: 12, Flurstück: 50                                                        |                                                                  |                                            | 48642 DDB  |
| Bild gesucht BW                    |                                              | Talstraße 44 LageFlur: 12, Flurstück: 122/1                                                     |                                                                  | 1667                                       | 48643 DDB  |
| Bild gesucht BW                    | Ehem. Gasthaus Schadeck                      | Talstraße 55 LageFlur: 10, Flurstück: 60                                                        |                                                                  |                                            | 48644 DDB  |
| Bild gesucht BW                    |                                              | Talstraße 58 LageFlur: 12, Flurstück: 15/2                                                      |                                                                  | 19. Jh.                                    | 48645 DDB  |
| Bild gesucht BW                    |                                              | Talstraße 63 LageFlur: 10, Flurstück: 67/1                                                      |                                                                  | 17./18. Jh.                                | 48646 DDB  |
| Bild gesucht BW                    |                                              | Talstraße 69 LageFlur: 10, Flurstück: 74/1                                                      |                                                                  | 17. Jh.                                    | 48647 DDB  |
| Schönemühle oder Neue Mühle        | Schönemühle oder Neue Mühle                  | Talstraße 81 LageFlur: 13, Flurstück: 28                                                        |                                                                  | Um 1710                                    | 48627 DDB  |